# Lhok Rambideng
Lhok Rambideng is een bestuurslaag in het regentschap Aceh Utara van de provincie Atjeh, Indonesië. Lhok Rambideng telt 942 inwoners (volkstelling 2010).